# James Gary March
James G. March (nacido James Gardner March; Cleveland, Ohio, 15 de enero de 1928-27 de septiembre de 2018) fue un sociólogo estadounidense, experto en Teoría de la organización por su investigación sobre las organizaciones y la toma de decisiones dentro de ellas. Su pensamiento combina teorías de la psicología y la gestión de recursos humanos.

## Biografía
Colaboró con Herbert Simon en diversos estudios sobre teoría de las organizaciones. También es reconocido por su trabajo inicial sobre el comportamiento en la empresa, junto a Richard Cyert. En 1972, March creó junto a Olsen y Cohen una nueva tesis sobre la toma de decisiones en las organizaciones conocida como el modelo cubo de basura. En sus últimos trabajos se concentro sobre el gobierno de la empresa. 
March fue profesor en la Universidad de Stanford de los Estados Unidos y lo fue anteriormente del Instituto de Tecnología de Carnegie y de la Universidad de California, Irvine. Además es miembro de la Academia Nacional de las Ciencias de los Estados Unidos.

## Publicaciones principales
- An introduction to the theory and measurement of influence. 1955
- Autonomy As a Factor in Group Organization. 1980
- Ambiguity and Choice in Organizations. 1980
- Decisions and Organizations. 1988
- Rediscovering Institutions. 1989
- A Primer on Decision Making. 1994
- Democratic Governance. 1995
- The Pursuit of Organizational Intelligence. 1998
- On Leadership. 2005